# Moja pesem, tvoj glas
Moja pesem, tvoj glas je slovenska glasbena oddaja na TV 3. V njej sodelujejo uveljavljeni slovenski pevci. Vsaka epizoda je posvečena enemu izmed njih, ostali pa si izberejo eno njegovo (ali njeno) pesem in jo izvedejo v novi različici oziroma v svojem stilu. Oddajo vodi Ingrid Ulaga.

## 1. sezona
Prva sezona je bila na sporedu jeseni 2020, in sicer ob petkih od 13. novembra do 25. decembra. Snemali so jo v glamping resortu Kolpa. Sodelovali so:
- Irena Vrčkovnik
- Eva Hren
- Mirna Reynolds
- Božidar Wolfand - Wolf
- Reno Čibej
- Rudolf Gas

1. epizoda
Prva epizoda je bila predvajana 13. novembra 2020. Posvečena je bila Evi Hren.
| Izvajalec              | Pesem            | Aranžmaji                         |
| ---------------------- | ---------------- | --------------------------------- |
| Božidar Wolfand - Wolf | Šesti čut        | Aleš Klinar Miha Gorše Rudolf Gas |
| Irena Vrčkovnik        | Sprehod          | Aleš Klinar Miha Gorše Rudolf Gas |
| Mirna Reynolds         | Rekla sva        | Aleš Klinar Miha Gorše Rudolf Gas |
| Rudolf Gas             | Letim (Katrinas) | Aleš Klinar Miha Gorše Rudolf Gas |
| Reno Čibej             | Kdaj             | Aleš Klinar Miha Gorše Rudolf Gas |

2. epizoda
Druga epizoda je bila predvajana 20. novembra 2020. Posvečena je bila Božidarju Wolfandu - Wolfu.
| Izvajalec       | Pesem                       | Aranžmaji                                              |
| --------------- | --------------------------- | ------------------------------------------------------ |
| Rudolf Gas      | Modre oči (F+)              | Aleš Klinar Miha Gorše Rudolf Gas Rydel Ashley Triebel |
| Reno Čibej      | Oh ne, Cherie (Rendez-Vous) | Aleš Klinar Miha Gorše Rudolf Gas Rydel Ashley Triebel |
| Irena Vrčkovnik | Priznaj                     | Aleš Klinar Miha Gorše Rudolf Gas Rydel Ashley Triebel |
| Mirna Reynolds  | Koliko solz                 | Aleš Klinar Miha Gorše Rudolf Gas Rydel Ashley Triebel |
| Eva Hren        | Ne laži mi                  | Aleš Klinar Miha Gorše Rudolf Gas Rydel Ashley Triebel |

3. epizoda
Tretja epizoda je bila predvajana 27. novembra 2020. Posvečena je bila Mirni Reynolds.
| Izvajalec              | Pesem                          | Aranžmaji                                              |
| ---------------------- | ------------------------------ | ------------------------------------------------------ |
| Irena Vrčkovnik        | Moja simpatija (Foxy Teens)    | Aleš Klinar Miha Gorše Rudolf Gas Rydel Ashley Triebel |
| Eva Hren               | Makova polja                   | Aleš Klinar Miha Gorše Rudolf Gas Rydel Ashley Triebel |
| Božidar Wolfand - Wolf | Prekleto sama živim            | Aleš Klinar Miha Gorše Rudolf Gas Rydel Ashley Triebel |
| Reno Čibej             | Zdravnik                       | Aleš Klinar Miha Gorše Rudolf Gas Rydel Ashley Triebel |
| Rudolf Gas             | Naj pada zdaj dež (Foxy Teens) | Aleš Klinar Miha Gorše Rudolf Gas Rydel Ashley Triebel |

4. epizoda
Četrta epizoda je bila predvajana 4. decembra 2020. Posvečena je bila Rudolfu Gasu.
| Izvajalec              | Pesem             | Aranžmaji                                              |
| ---------------------- | ----------------- | ------------------------------------------------------ |
| Reno Čibej             | Naj vse ustavi se | Aleš Klinar Miha Gorše Rudolf Gas Rydel Ashley Triebel |
| Eva Hren               | Lahko me ljubiš   | Aleš Klinar Miha Gorše Rudolf Gas Rydel Ashley Triebel |
| Mirna Reynolds         | Brez okov         | Aleš Klinar Miha Gorše Rudolf Gas Rydel Ashley Triebel |
| Božidar Wolfand - Wolf | You Should Fly    | Aleš Klinar Miha Gorše Rudolf Gas Rydel Ashley Triebel |
| Irena Vrčkovnik        | Svet planet       | Aleš Klinar Miha Gorše Rudolf Gas Rydel Ashley Triebel |

5. epizoda
Peta epizoda je bila predvajana 11. decembra 2020. Posvečena je bila Ireni Vrčkovnik.
| Izvajalec              | Pesem              | Aranžmaji                                              |
| ---------------------- | ------------------ | ------------------------------------------------------ |
| Mirna Reynolds         | Če ne bi vedela    | Aleš Klinar Miha Gorše Rudolf Gas Rydel Ashley Triebel |
| Rudolf Gas             | Povabi me          | Aleš Klinar Miha Gorše Rudolf Gas Rydel Ashley Triebel |
| Eva Hren               | Polepšaj mi ta dan | Aleš Klinar Miha Gorše Rudolf Gas Rydel Ashley Triebel |
| Reno Čibej             | Številka srca      | Aleš Klinar Miha Gorše Rudolf Gas Rydel Ashley Triebel |
| Božidar Wolfand - Wolf | Naj mesec ugasne   | Aleš Klinar Miha Gorše Rudolf Gas Rydel Ashley Triebel |

6. epizoda
Šesta epizoda je bila predvajana 18. decembra 2020. Posvečena je bila Renu Čibeju.
| Izvajalec              | Pesem             | Aranžmaji                                              |
| ---------------------- | ----------------- | ------------------------------------------------------ |
| Irena Vrčkovnik        | Non Stop          | Aleš Klinar Miha Gorše Rudolf Gas Rydel Ashley Triebel |
| Eva Hren               | Cela ulica nori   | Aleš Klinar Miha Gorše Rudolf Gas Rydel Ashley Triebel |
| Mirna Reynolds         | Izgubiva se v noč | Aleš Klinar Miha Gorše Rudolf Gas Rydel Ashley Triebel |
| Rudolf Gas             | Luna na obalo     | Aleš Klinar Miha Gorše Rudolf Gas Rydel Ashley Triebel |
| Božidar Wolfand - Wolf | Ko bo padal dež   | Aleš Klinar Miha Gorše Rudolf Gas Rydel Ashley Triebel |

Vse pesmi so pesmi skupine Kingston.
7. epizoda
V zadnji epizodi sezone, ki je bila predvajana 25. decembra 2020, so sodelujoči izvajalci delili svoje vtise in anekdote.